# Zolotaia Dolina
Zolotaia Dolina (en rus: Золотая Долина) és un poble del krai de Primórie, a l'Extrem Orient de Rússia, que en el cens del 2010 tenia 2.705 habitants.